# Finländska mästerskapet i fotboll 1910
Finländska mästerskapet i fotboll 1910 vanns av IFK Åbo.

## Finalomgång

### Semifinaler
| HJK Helsingfors | IFK Åbo          | 1-3 |
| Reipas Viborg   | Viipurin Ponteva | 6-2 |

### Final
| IFK Åbo | Reipas Viborg | 4-2 |

- IFK Åbo finländska mästare i fotboll 1910.